# Club Rápido de Bouzas
El Club Rápido de Bouzas és un club de futbol gallec del barri de Bouzas de la ciutat de Vigo, a la província de Pontevedra. Actualment juga al grup 1 de la Segona divisió B, categoria en la qual debuta.

## Història
Fundat el 1914, va jugar a les categories autonòmiques gallegues fins al 1965, quan puja per primer cop a Tercera divisió. El seu pas per la categoria va durar tres temporades.
Després del descens no va tornar a la categoria fins a l'any 1999. Des de llavors va jugar de manera ininterrompuda a la categoria fins a l'any 2017, arribant a ser campió a la temporada 2004-05. Va disputar dues promocions d'ascens a Segona B sense èxit, les temporades 2002-03 i 2004-05.
La temporada 2016-17 va acabar la lliga regular en segona posició. Va aconseguir l'ascens a Segona B per primer cop a la seva història després d'una dura eliminatòria contra el CF Peralada. En primera i segona ronda havia superat respectivament el CD Cayón i l'UD Villa de Santa Brígida.

## Estadi
El Rápido de Bouzas juga els seus partits com a local al Campo de Fútbol Municipal Baltasar Pujales, amb capacitat per 1.500 espectadors, inaugurat el març de 2001. El terreny de joc és de gespa artificial Porta el nom de Baltasar Pujales, qui va ser president del Rápido de Bouzas durant més de 30 anys i que estava en el càrrec quan es va inaugurar l'estadi.

## Jugadors destacats
- Gledi Mici